# اریک دا سیلوا موریرا
اریک دا سیلوا موریرا (انگلیسی: Eric da Silva Moreira؛ زادهٔ تاریخ ورودی نامعتبر است) بازیکن فوتبال اهل آلمان است که در حال حاضر برای باشگاه فوتبال ناتینگهام فارست بازی می‌کند. 
وی همچنین در تیم‌های ملی فوتبال زیر ۱۶ سال آلمان و جوانان آلمان بازی کرده است.